# Lille Russetinden
Lille Russetinden ligger i den sydøstlige del af Balsfjord kommune, Troms og Finnmark fylke i Norge, nord for Tamokdalen. Bjerget rager 1.527 meter over havet, og er dermed større end Store Russetind (1.405 moh.) længere mod nord-vest.
Bjerget kan bestiges både fra Kjusakdalen i nord og fra Tamokdalen mod syd. Der skal være en gæstebog i den ene varde på toppen.
Målt efter primærfaktor er Lille Russetinden rangeret på en 16. plads i Norge, og en 18. plads i Skandinavien.